# Rafael Correa
Rafael Vicente Correa Delgado (Guayaquil, 6 april 1963) was president van Ecuador van 2007 tot 2017 namens de linkse partij Alianza PAIS (voluit: Patria Altiva i Soberana). Onder Correa's tienjarige bewind was de economische groei van Ecuador hoger dan in de kwart eeuw ervoor, terwijl de armoede in het land effectief bestreden werd door grootschalige uitgaven aan sociale voorzieningen.

## Achtergrond
Correa studeerde economie aan achtereenvolgens de Universiteit van Guayaquil (Ecuador), de Universiteit van Louvain-La-Neuve (België) en de University of Illinois at Urbana-Champaign (Verenigde Staten).
In april 2005 werd hij minister van financiën en economie in de regering van Alfredo Palacio. Reeds na vier maanden stapte hij op, omdat hij zijn plannen niet kon verwezenlijken. Correa richtte zich op de bestrijding van de armoede en een grote mate van nationale economische zelfstandigheid. Zo wilde hij het aandeel van de staat in de Ecuadoraanse aardolie bevorderen. Ook wenste hij een sterkere toenadering tot Venezuela en in het algemeen een vergroting van de samenwerking met andere Latijns-Amerikaanse landen. Verder stond hij sceptisch tegenover de vrijhandel met de Verenigde Staten en de advisering van het IMF. Na onenigheid met de Wereldbank over de voorwaarden voor een lening nam hij ontslag als minister van financiën en economie.

## Verkiezingen
In 2006 deed Correa mee aan de presidentsverkiezingen met zijn nieuw opgerichte partij Alianza PAIS. In de eerste ronde, op 15 oktober, kreeg Correa 22,84 procent van de stemmen, waarmee hij tweede werd achter de rechtse Álvaro Noboa, een ondernemer in bananen en miljardair. In de tweede ronde, op 26 november, wist hij echter meer stemmen te halen dan Álvaro Noboa en werd hij gekozen tot de nieuwe president.
Op 17 februari 2013 werd Correa herkozen voor een nieuwe termijn. Al in de eerste ronde behaalde hij een absolute meerderheid van 57%, tegen ruim 30% voor de rechtse ex-bankier Guillermo Lasso en 6% voor de populistische oud-president Lucio Gutiérrez.

## Presidentschap
Correa omschreef zijn programmapunten als een vorm van revolutie op de volgende terreinen: grondwet, ethiek, economie en productiviteit, onderwijs en gezondheidszorg, waardigheid, soevereiniteit en Latijns-Amerikaanse integratie. Hij onderhield goede banden met Hugo Chávez, de later overleden president van Venezuela. Julian Assange, oprichter van WikiLeaks, kreeg bescherming van de Ecuadoriaanse ambassade in Londen, nadat hij dreigde uitgeleverd te worden aan de VS.
Onder Correa's bewind werden de uitgaven aan sociale voorzieningen (onderwijs, gezondheidszorg, sociale huisvesting) verdubbeld van 4,3% van het BNP naar 8,6%. Het minimumloon steeg (in reële termen) met 48%. De economische groei bedroeg 1,5% per jaar (vs. 0,6% per jaar in de kwart eeuw ervoor), ondanks een aardbeving in april 2016 en het instorten van de olieprijzen in 2014. De groei zat vooral in de bouw en slechts voor een klein deel in de olie-industrie. Het aantal Ecuadorianen onder de armoedegrens daalde van 36,7% naar 22,5% (een daling van 38%, tegen een daling van 2,7% in de periode 1995-2006).
De opbloei van de Ecuadoraanse economie werd gedeeltelijk mogelijk gemaakt door Chinese investeringen. Gewelddadige conflicten met inheemse bevolkingsgroepen om grond in het binnenland leidde tot de kritiek dat Correa's regering de bescherming van buitenlands kapitaal voor het belang van de eigen bevolking en het milieu zou stellen. Verslaggevers Zonder Grenzen bekritiseerde zijn omgang met de Ecuadoraanse media. Daarnaast kwam de ondiplomatieke Correa in conflicten terecht met binnenlandse zakenlui.

## Opvolging en beschuldiging van betrokkenheid bij ontvoering
Correa's termijn liep af op 24 mei 2017. Hij werd opgevolgd door zijn partijgenoot en beschermeling Lenín Moreno, die zich als president echter tegen Correa's erfenis keerde. Zo had Correa de grondwet gewijzigd om het presidentschap niet langer tot twee termijnen te beperken, naar vermoed wordt met het oog op een eigen derde termijn. Moreno maakte deze wijziging binnen een jaar na de machtswisseling ongedaan.
Later in datzelfde jaar, 2018, werd Correa beschuldigd van betrokkenheid bij de ontvoering van een politieke tegenstander, Fernando Balda, in 2012. Correa ontkende de beschuldiging, die hij als een politieke machinatie van Moreno bestempelde en vroeg naar verluidt asiel aan in zijn nieuwe thuisland België.

## Persoonlijk leven
Rafael Correa is getrouwd met de Belgische Anne Malherbe (de zus van de paleiswoordvoerder) en woont sinds 2017 in België. Ze ontmoetten elkaar in Louvain-la-Neuve tijdens hun studies aan de Université catholique de Louvain. Samen hebben ze twee dochters en één zoon. Levensbeschouwelijk betitelt Correa zichzelf als een humanist en een linksgeoriënteerde christen.